# Listă de forme de relief pe Ida și Dactyl
Aceasta este o listă de forme de relief numite pe asteroidul 243 Ida și pe satelitul său, Dactyl.

## Ida

### Regiones
Regiunile Idaeane (zone distincte din punct de vedere geologic) sunt numite după descoperitorul asteroidului și locurile în care a lucrat.
| Regio          | Coordonatele            | Diametrul (km) | Data de aprobare | Numit după    | Ref   |
| -------------- | ----------------------- | -------------- | ---------------- | ------------- | ----- |
| Palisa Regio   | 23°S 34°V / 23°S 34°V   | 23             | 1997             | Johann Palisa | WGPSN |
| Pola Regio     | 11°S 184°V / 11°S 184°V | 8              | 1997             | Pola, Croația | WGPSN |
| Regiunea Viena | 8°N 2°V / 8°N 2°V       | 13             | 1997             | Viena         | WGPSN |

### Dorsa
| Dorsum          | Coordonatele          | Diametru (km) | Data de aprobare | Numit după                                                       | Ref   |
| --------------- | --------------------- | ------------- | ---------------- | ---------------------------------------------------------------- | ----- |
| Townsend Dorsum | 25°N 30°V / 25°N 30°V | 40            | 1997             | Tim E. Townsen, membru al echipei de imagistică a sondei Galileo | WGPSN |

### Cratere
Craterele Ideane sunt numite după peșteri celebre.
| Crater       | Coordonate                        | Diametru (km) | Data de aprobare | Numit după                           | Ref   |
| ------------ | --------------------------------- | ------------- | ---------------- | ------------------------------------ | ----- |
| Afon         | 6°30′S 0°00′E / 6.5°S -0°E        | 0.8           | 1994             | Novy Afon, Abhazia                   | WGPSN |
| Atea         | 5°42′S 18°54′W / 5.7°S 18.9°V     | 2             | 1997             | Peștera Atea, Papua Noua Guinee      | WGPSN |
| Azzurra      | 30°30′N 217°12′W / 30.5°N 217.2°V | 9.6           | 1997             | GrotaAzzurra, Italia                 | WGPSN |
| Bilemot      | 27°48′S 29°12′W / 27.8°S 29.2°V   | 1.8           | 1997             | PeșteraBilemot, Coreea               | WGPSN |
| Castellana   | 13°24′S 335°12′W / 13.4°S 335.2°V | 5.2           | 1997             | PeșteraCastellana, Italia            | WGPSN |
| Choukoutien  | 12°48′N 23°36′W / 12.8°N 23.6°V   | 1.1           | 1997             | Choukoutien, China                   | WGPSN |
| Fingal       | 13°12′S 39°54′W / 13.2°S 39.9°V   | 1.5           | 1997             | Fingal's Cave, UK                    | WGPSN |
| Kartchner    | 7°S 179°V / 7°S 179°V             | 0.9           | 1997             | Kartchner Caverns, AZ, Statele Unite | WGPSN |
| Kazumura     | 32°00′S 41°06′W / 32°S 41.1°V     | 2.1           | 1997             | Kazumura Cave, HI, Statele Unite     | WGPSN |
| Lascaux      | 0°48′N 161°12′W / 0.8°N 161.2°V   | 11.8          | 1997             | Peștera Lascaux, Franța              | WGPSN |
| Lechuguilla  | 7°54′N 357°06′W / 7.9°N 357.1°V   | 1.5           | 1997             | Lechuguilla Cave, NM, Statele Unite  | WGPSN |
| Mammoth      | 18°18′S 180°18′W / 18.3°S 180.3°V | 10.2          | 1997             | Mammoth Cave, KY, Statele Unite      | WGPSN |
| Manjang      | 28°18′S 90°30′W / 28.3°S 90.5°V   | 1             | 1997             | PeșteraManjang, Coreea               | WGPSN |
| Orgnac       | 6°18′S 202°42′W / 6.3°S 202.7°V   | 10.6          | 1997             | PeșteraOrgnac, Franța                | WGPSN |
| Padirac      | 4°18′S 5°12′W / 4.3°S 5.2°V       | 1.9           | 1997             | Peștera Padirac, Franța              | WGPSN |
| Peacock      | 2°S 52°V / 2°S 52°V               | 0.2           | 1997             | Peacock Cave, FL, Statele Unite      | WGPSN |
| Postojna     | 42°54′S 359°54′W / 42.9°S 359.9°V | 6             | 1997             | Peștera Postojna, Slovenia           | WGPSN |
| Sterkfontein | 4°06′S 54°06′W / 4.1°S 54.1°V     | 4.7           | 1997             | Sterkfontein, Africa de Sud          | WGPSN |
| Stiffe       | 27°54′S 126°30′W / 27.9°S 126.5°V | 1.5           | 1997             | PeșteraStiffe, Italia                | WGPSN |
| Undara       | 2°00′N 113°48′W / 2°N 113.8°V     | 8.5           | 1997             | Undara Cave, Australia               | WGPSN |
| Viento       | 12°12′N 343°54′W / 12.2°N 343.9°V | 1.6           | 1997             | PeșteraViento, Spania                | WGPSN |

## Dactyl
Craterele Dactyliene sunt numite după Dactilii mitologici.
| Crater | Coordonatele            | Diametru (km) | Data de aprobare | Numit după | Ref   |
| ------ | ----------------------- | ------------- | ---------------- | ---------- | ----- |
| Acmon  | 39°S 138°V / 39°S 138°V | 0,3           | 1997             | Acmon      | WGPSN |
| Celmis | 46°S 220°V / 46°S 220°V | 0,2           | 1997             | Celmis     | WGPSN |